# ライオンのいただきます
『ライオンのいただきます』は、1984年10月1日から1990年12月28日まで、フジテレビ系列局ほかで平日の13:00 - 13:30（JST）に生放送されたトークバラエティ番組。ライオンの一社提供。
元々この枠は『ライオン奥様劇場』→『ライオン午後のサスペンス』→『ライオン劇場』とライオン一社提供によるテレビドラマ（いわゆる“昼ドラ”）が放送されていたが、1964年10月以来20年間続いたドラマ枠からバラエティ番組に路線変更した。
続編番組『ライオンのいただきますII』についても本項で述べる。

## 概要
番組は毎回、多彩な分野で活躍する「おばさま」たち（下記参照）をゲストに招き、「おばさま」が答えるお悩み相談（後述）や、視聴者のはがきを交えたトークなどを軸とした。本音をも辞さない「おばさま方」のトークと、開始当時まだ20代だった小堺一機の司会者としての奮闘ぶりが見ものとなっていた。また「おばさま」として、数々の往年の女優たちや歌手たち（下記参照）の本格的バラエティ番組レギュラー出演が話題になり、彼女たちは若者層にも知名度を広げていった。タイトルロゴは人生経験豊かなゲストの意見を戴くコンセプトのもと、「いただきます」を太字として「き」の下部と「ま」の上部の横棒を重ねる形で、文字が文字を食べる動きのイメージを与えるものとした。
開始当初、ゲストとして登場する「おばさま方」は1回につき『オバサンA』『オバサンB』の原則2名だったが、番組の人気が高まるにつれ、1回につき3 - 4名程度になった。後にゲスト紹介後に小堺から「今日のオバサン3人合わせて●●歳!」というように、毎回「おばさま方」の合計年齢を発表していた。初回のゲストは中山あい子と浦辺粂子。
視聴者から寄せられたお悩みをドラマ仕立てで再現し、人生経験豊富なゲストの“おばさまのご意見”を伺うメインコーナー「いただきます劇場」には、ヒロシ & チーボー（=伊沢弘、重田千穂子）・松金よね子らが出演。このコーナーから「エロガッパ」と言う流行語も生まれた（重田の「うちの主人ときたら…エロガッパなんです!!」の台詞の後に、エロガッパに扮した伊沢が甲高い声で「エロエロエロエロエロエロエロッ!!」と言いながら登場するのがお決まりだった）。なお重田やＡＢブラザースがエロガッパに扮する回もあった。1988年には番組内で「エロガッパの歌」が発表された。
東京・新宿のスタジオアルタにおいて公開生放送を行っていた。前の時間帯（12:00 - 13:00）に放送していた『森田一義アワー 笑っていいとも!』の観客を入れたまま、同じスタジオを続けて利用（観覧募集は『いいとも!』と一括で行っていた）。。1986年5月12日には『いいとも!』と合同で愛媛県松山市の愛媛県民文化会館から90分全編生放送を行った。1987年7月31日には『コミュニケーションカーニバル 夢工場'87』の東京会場だった東京国際見本市会場でも合同での公開生放送が行われている。
金曜日には、『笑っていいとも!』の曜日レギュラーであり、小堺とも親交が深い明石家さんまが、『いいとも!』終了後の流れでほぼ毎週オープニングトークに出演し、小堺と漫才チックなトーク（特にコーナー名は無かったが、小堺は「ミニ演芸コーナー」と呼んでいた。）を繰り広げた。これは最初からコーナーとして設定したわけではなく、番組初期に流れでさんまが本番組のオープニングに顔を出したのが、そのまま恒例化したものである。なお、当初は特に時間制限はなかったが、トークが白熱し過ぎて本編の開始が遅れたこともあったため、後に5分程度を目処とした時間制限が設けられた。これ以降は時間切れを知らせるチャイムが鳴ると、即座にさんまが退場するようになった。番組開始から1年後の1985年10月には、小堺と「コサキン」として共演することが多く、さんまとも親交の深い関根勤が『いいとも!』の金曜レギュラーに加入したため、さんまとコサキンの3人でオープニングトークを行っていたが、1987年10月から関根が嵐山光三郎に代わる編集長として『増刊号』に出演するため、一旦金曜レギュラーから離れたため、その後は『Ⅱ』終了まで小堺とさんまの2人だけに戻る。タモリが後ろから顔を出して見ていたり、逆に小堺が『いいとも!』放送中にスタジオへ乱入することもしばしばあった。また、『いいとも!』に来たゲストが飛び入りで登場する事もあった。
番組冒頭の曲は菊池ひみこ「Hollywood Illusion」が使用された。なお、同局系の『クイズ・ドレミファドン!』に小堺がゲスト出演した放送回で、この曲がイントロクイズで出題されたが、解答者が「いただきます」と答えて正解となった。CM明けの音楽は、小堺も出演していた「今夜もイッキに大回転!!」(テレビ東京)でも、スポンサークレジットBGMとして当番組より長く流れていた。
開始当時はなかなか人気が上がらず、小堺は番組開始時のプロデューサーであった横澤彪からも、本番開始の数秒前に「この番組、いつになったら面白くなるんですか?」とプレッシャーをかけられていたが、萩本欽一に言われた「お前にピンの仕事は来ない。お前1人で全部喋っちゃうから」という言葉を思い出し、3割喋って7割聞いていれば楽しい事に気付き、それを番組に取り入れたという。
フジテレビのディレクターだった佐藤義和が後年インタビューで語っていた中で、番組立ち上げ時、テレビ朝日を退社しフリーになったばかりの古舘伊知郎に『いただきます』の司会を打診したものの、「平日帯の生放送、しかも『いいとも!』の後枠では怖い」と断られたと語っている（結果的に古舘は、『いただきます』開始と同時期に『いいとも!』の木曜レギュラーとなった。）。
正月には時間を拡大して「新春いただきますスペシャル」が放送されたこともあった。
1989年1月7日の昭和天皇崩御からしばらくの間はライオンがCMを一時期自粛したこともあり、番組CM前のアタック音も一時的に穏和なものへ切り替えられ、オープニングキャッチも自粛された。
『いいとも』のようにこの番組でも、オープニングキャッチ前とエンディングの提供表示後に「いっただきまーす!」（『II』になってからは続けてピースサインをして「ツー！」とコールしていた）というコールをしていた。
なお、多くの地域では当番組の裏に、日本テレビの『ごちそうさま』が放送されていた。

## 「ごきげんよう」へリニューアル
1989年10月2日からは、一時廃止された会社キャッチフレーズが復活したことを機に番組タイトルが『ライオンのいただきますII』へと改題された。その後もしばらくは、主なゲストを「おばさま」から「おじさま」に変えた点以外は、従前のトーク番組のスタイルを踏襲していた。1990年1月4日と5日には、『いいとも!』がハワイから生放送を行ったのに対し、当番組は谷川岳天神平スキー場から大雪の中で全編生中継を行った。その後、1990年秋以降はクイズを中心とした番組へと変更し、12月28日放送分をもって終了。『ライオンのいただきます』時代を含めて6年3か月間の歴史に幕を閉じた。
1991年からは、引き続き小堺が司会を務める『ライオンのごきげんよう』へリニューアルされた。この番組ではアルタからの生放送は廃止され、浜町スタジオを経てフジテレビ局内での公開収録に変更された。このリニューアルと同時に、創業100周年を迎えたライオンのロゴが、それまでのカタカナ表記からアルファベットの「LION」表記（CI）に一新された。
その後『ごきげんよう』においても、2012年12月17日 - 21日には「スペシャルウィーク〜復活!いただきます・オバさん大集合〜」、2014年12月19日には「30周年記念 いただきます同窓会」として、当番組を踏まえた内容の企画が放送された。また、2014年10月 - 12月には「お昼の1時で30年!」と題した特別企画が行われ、2016年3月31日に終了した際は、当番組含めて通算31年6ヶ月を締めくくる内容で放送されるなど、当番組が『ごきげんよう』と一括りで扱われることもあった。

## 出演者

### 司会
- 小堺一機

### アシスタント
- 初期の頃は初代いいとも青年隊（野々村真、久保田篤、羽賀研二）が交代で「居残り青年隊」として出ていた。
- ABブラザーズ（中山秀征・松野大介。放送上では「ヒデちゃん・マッちゃん」名義。本番組でデビューを果たし、「出世作」となる）
- ビシバシステム（住田隆・西田康人）
- 市川かおり

### 出演者（レギュラー）
- 東海林のり子
- ルー大柴
- 関根勤（金曜オープニングトークならびに小堺休暇時の代理司会。代理司会時を除きネームクレジットは一切なし）
- 明石家さんま（金曜オープニングトークならびに小堺休暇時の代理司会。関根同様に代理司会時を除きネームクレジットは一切なし）
- 速記ちゃん
- 神代知衣（シクラメンちえ）・松本保典（ベンジャミン松本）・松井菜桜子（ラッパスイセンなおこ）　「お花畑トリオ」名義で『～II』時期「花とオジさん」コーナーに出演。

### 主なゲスト（準レギュラー）
- 塩沢とき
- 浦辺粂子
- 高峰三枝子
- 木暮実千代
- 久保菜穂子
- 三條美紀
- 原ひさ子
- 淡谷のり子
- 松旭斎すみえ
- 高橋和枝
- 並木路子
- 宮城千賀子
- 南美江
- 久慈あさみ
- 野添ひとみ
- 東恵美子
- 長谷川待子
- 畠山みどり
- 桜むつ子
- 千石規子
- 大蔵けい子（近江俊郎夫人）
- ホキ徳田
- 玉川スミ
- 今喜多代
- 田村セツコ
- 今井和子
- 斉藤京子
- メイ牛山
- 山野愛子
- 李麗仙
- 中山律子
- 白石冬美
- 麻生美代子
- 中山あい子
- 西舘好子
- ドクトル・チエコ
- 松尾和子
- 沢たまき
- 高村章子
- 松島詩子
- 近松麗江
- 戸川昌子
- 白川和子
- 泉アツノ
- 緋多景子
- 関弘子
- ロミ・山田
- 小森和子
- キャシー中島
- 清川虹子
- 京唄子
- 加藤みどり
- 浅香光代
- 海原小浜
- 應蘭芳
- タイヘイ夢路
- 早見優
- 市之菊静香
- 仲谷昇
- 伊東四朗
- 久本雅美
- 篠沢秀夫
- 根上淳
- 美川憲一
- 福井敏雄
- 臼井純代（天知茂夫人）
- 内海桂子
- 内海好江
- 磯野貴理子
- 太平サブロー・シロー

他

### ライオンちゃん
マスコットとして、スポンサーのライオンのキャラクターである「ライオンちゃん」が登場し、番組には欠かせない存在となっていた。オープニングの提供クレジットには一家で登場するアニメが使われていた。
ただし当番組の放送開始から2週目までは、本来のデザインとはかけ離れた、茶色の着ぐるみ（顔立ちなどは本物のライオンに近い形相）で登場した。これは、本来の正式な着ぐるみが放送開始までに届かなかったため、当時のフジテレビの第1倉庫にあったものを流用したものである。正式な着ぐるみが登場したのは3週目以降のことであった。このことは後に、同局系の『トリビアの泉 〜素晴らしきムダ知識〜』（ライオンが番組提供した水曜夜9時枠・レギュラー番組時代）でもとりあげられ、開始当初の着ぐるみの映像も放送されたが、三宅恵介へのインタビューで現在ではその着ぐるみが所在不明となっていることも発覚した。
ライオンちゃんは、司会のアシスタントとして後番組の『ライオンのごきげんよう』と『ライオンのグータッチ』、『ライオンのミライモンスター』本枠の直接的な後番組である『バイキング→バイキングMORE』、『ポップUP!』『ぽかぽか』にも引き続き登場している。

## 主なコーナー
オバさんとデート
番組初期のコーナー｡おばさま方が観客の男性から1人を選び、話をする｡
いただきます劇場
番組の前半に主に開催されていたコーナー。ドラマ再現後には、前期は悩みの内容に沿った敏いとうとハッピー&ブルーの「星降る街角」の替え歌、後期は大竹しのぶの「かまっておんど」（替え歌なし）を披露していた。1988年（昭和63年）9月30日をもって終了。最終回には「サヨナラいただきます劇団」と銘うち、お国自慢劇場も含めた過去のVTRが流された。
いただきますお国自慢劇場
1986年秋から1987年3月まであった方言ドラマのコーナー。週に一度水曜日に限り、いただきます劇場に代わって放送された。ヒロシ＆チーボーがお悩み相談者の居住地のデフォルメされた方言で再演する。おりからの地方ブーム・遷都論ブームに乗って生まれた。東京都も含め21都道府県の方言が取り上げられた。背景にすでに東京タワーや大仏など各地の特色ある書割が丸見えのなか小堺が「今回は果たして何県のお悩みでしょうか？」などと口上を述べて開幕。初回は熊本編(1986年10月15日)、２回以降は「〇〇編」から「〇〇の巻」に変わり名古屋、京都、宮城仙台、沖縄、徳島、東京、岐阜、北海道の順で放送、1986年内最後となる1986年12月17日は特別に２か国語放送と称して「横浜VS土佐の巻」(重田が横浜弁、伊沢が土佐弁)が上演された。翌1987年から演題に方言が付くようになり鹿児島でごわす、静岡の巻ずら、おらが山口、そして神戸、群馬だんべ、長崎は今日もバッテンだった、山形の巻だべ！、奈良の巻ざんす、広島じゃけんのー、栃木は良ガンベーと続き、1987年3月25日放送「千葉の００７」が最後だった。京都の巻、東京の巻にはABブラザーズも参加。名古屋の巻放送日のスタジオゲストは子供の頃名古屋で過ごしたという加藤みどりで観客と大笑いをしていた。鹿児島の回上演後、重田は小堺に「今はもうごわすなんて言いませんけどね」と言っている。
私って異常かしら?
視聴者から寄せられた変わった体質や癖（私は未だに鼻がかめない、トクホンを体に貼らないと眠れない、肛門にパックをするなど）を、おばさま方が異常だと思ったら「○」、異常ではないと思ったら「×」のボタンを押して判断する。
夏休み特別企画 テレホンクラブ
フィンガー5の恋のダイヤル6700のジングルで始まる。タイトル通り夏休み限定の企画で、小学生が出演者と会話をする。出演すると、番組特製のテレホンカードがもらえた。テレカのデザインを視聴者に見せる時は拡大したパネルを使用するが、中山秀征が毎回の様に「随分と大きなテレホンカードですね!」とボケをかますので、小堺は特典を説明する際には「（何回も言う様ですが）この大きさではありません」と付け加えるのがお約束となっていた。
デンジャラベスト5
まずは小堺がヒット曲のタイトルを少し変えた題を発表する。（例:「お久しぶりね」→お久しぶり毛、「恋人よ」→ロリコンよ）そして、その悩みの内容に沿った替え歌を、ABブラザーズがコスプレ付きの物真似で披露し、小堺が内容をおさらいした後に、おばさま方が回答する。
オジサンは言いたい!
毎週、オジサン2人とOL5人組があるテーマについて討論をする（最近の若者は敬語の使い方を知らない、等）。会場150人がスイッチを持っていて、最終的にOLの方が半数以上の支持を得たら勝ち抜けとなる。1週勝ち抜く毎にライオンちゃんのぬいぐるみが机の上に置かれる｡3週連続勝ち抜けとなるとハワイ旅行がプレゼントされる。
チクリ箱
隣組のジングルで始まる。タイトル通り、視聴者からのチクリネタを紹介する。
1分間中国語講座
市之菊静香が中国語を教えるコーナー｡
私の主張
視聴者が、自分の意見を直接言うコーナー｡
わくわくオジさんHOWマッチ?
おじ様達の宝物の値段を当てる｡ニアピン賞だとライオン製品が貰え、ホールインワン賞だと、ライオン製品のCMの出演権が与えられる｡
イントロクイズ（正式タイトル不明）
早押しでイントロの曲を当てる、又は中央のステージに乗り、歌い出しを1フレーズ歌う｡お手つきは減点されないが、ハゲ頭のカツラ等の恥ずかしいグッズを着けなくてはならない、若しくは、饅頭を食べ、食べ終わるまで回答権が与えられない｡
他多数｡尚、コーナーに採用された場合は、ライオン製品の詰め合わせが送られた｡

## クイズいただきます（いただきますII）
1990年、夏休み特別企画としてスタート。当初は番組前半の1コーナーだったが、好評につき秋からは30分に拡大され、年末の番組終了まで続けられた。オープニングの小堺一機の決めぜりふは「運と知力とパーソナル、お昼のひととき、頭の体操、クイズいただきます」であった。
出題される問題は、一般視聴者およびゲストが作成したもの。採用者には2,500円が進呈される。クイズの種類は大きく分けて「一般問題」「なぞなぞ問題」「パーソナル問題」に分かれる。「パーソナル問題」とは“僕の星座は何座でしょう”などという出題者個人に関わる問題であり、多くの場合は2択または3択形式になっている。
3、8、13…問目は挑戦者がボールを引き、そのボールに書かれている人がクイズに解答する。ボールの種類は4種類（時に例外あり）あり、以下のような内容。
- 「本人」：挑戦者本人が解答する。
- 「電話」：制限時間60秒以内に誰かに電話をかけて解答してもらう。不正解はもちろん、電話がつながらなかった場合も失格。
- 「会場」：観客の中から一人を指名して、その人に解答してもらう。
- 「ルー」：アルタ前に中継に出ているルー大柴が一般人を捉まえ、その人に解答してもらう。
- 「ゲスト」：ゲストの芸能人が解答する。

賞金は下表のとおり。いつでもドロップアウトが可能であり、その場合はその時点での累計金額が進呈される。途中で不正解となった場合は賞金がすべて没収され、代わりに当時のライオン製品（「ヤシの実洗剤・ナテラ」または「Hiトップ」）が、正解数だけ進呈される。（1問目で不正解の場合は何も貰えないが、小堺の裁量で1つ貰える場合がたまにあった｡）ただし、◎で獲得したボーナスは没収されない（10 - 14問正解していれば1万円+3万円＝4万円を持ち帰り）。表は15問目までしか表示していないが、挑戦者が希望すればそれ以降の問題も挑戦できる。
| 正解数 | 賞金    | ボーナス | 累計金額  |
| ------ | ------- | -------- | --------- |
| 1問    | 3,000円 | -        | 3,000円   |
| 2問    | 3,000円 | -        | 6,000円   |
| 3問    | 3,000円 | -        | 9,000円   |
| 4問    | 3,000円 | -        | 12,000円  |
| ◎5問   | 3,000円 | 10,000円 | 25,000円  |
| 6問    | 3,000円 | -        | 28,000円  |
| 7問    | 3,000円 | -        | 31,000円  |
| 8問    | 3,000円 | -        | 34,000円  |
| 9問    | 3,000円 | -        | 37,000円  |
| ◎10問  | 3,000円 | 30,000円 | 70,000円  |
| 11問   | 3,000円 | -        | 73,000円  |
| 12問   | 3,000円 | -        | 76,000円  |
| 13問   | 3,000円 | -        | 79,000円  |
| 14問   | 3,000円 | -        | 82,000円  |
| ◎15問  | 3,000円 | 50,000円 | 135,000円 |

10問正解するとチャンピオンに認定され、番組セットの壁に額縁入りで顔写真が飾られる。チャンピオンの顔ぶれの中には、他のクイズ番組における常連出場者も含まれてはいたものの、通常は「なぞなぞ問題」「パーソナル問題」「ボール問題」がネックとなり、知力だけで勝ち進むことは難しかった。節目の5問を正解したところで25,000円を手堅く持ち帰る、という挑戦者が多かった。
制限時間となると、ライオンちゃんがドラを鳴らして知らせる｡伊東四朗等のお笑いタレントが出場している時は、鳴らした時にオーバーリアクションをするのがお決まりとなっていた｡
予選は5,6回行われ、日曜日に開催されていた。10名近くのスタッフがそれぞれ一人ずつ出題者となり、出場者に10問の問題を出題する。そこで合格または不合格が告げられ、番組本番に出場することになった者には、電話でその旨が伝えられる。また番組本番でも、それぞれの出場者が何問目まで進むのか予測不可能だったため、毎回、ステージセット裏には10名近くの出場者がスタンバイしていた。
11月に入ってから、このクイズのコーナーで出題された問題や予選への参加方法、予選用練習問題（10問で1セットが3つ）などが掲載された台本形式の問題集が、視聴者プレゼントとして50名に贈られた。

## スタッフ
- 構成：滝大作、高平哲郎、加藤芳一、鶴間政行、高橋秀樹 他
- デザイン：山本修身
- タイトル：高柳義信[10]
- 技術協力：スタジオアルタ
- ディレクター：三宅恵介[11]、佐藤義和[12]、荻野繁[13]、小林豊、小畑芳和[14]、東秀夫 他
- プロデューサー：横澤彪（初代） → 大野三郎（2代目） → 三宅恵介（3代目、ディレクター兼務） → 山縣慎司（4代目）
- 制作：フジテレビ第二制作部
- 制作著作：フジテレビ

## ネット局
系列は当放送終了時（1990年12月）のもの。
| 放送対象地域   | 放送局                | 系列                                         | ネット形態 | 備考                                                                          |
| -------------- | --------------------- | -------------------------------------------- | ---------- | ----------------------------------------------------------------------------- |
| 関東広域圏     | フジテレビ（CX）      | フジテレビ系列                               | 制作局     |                                                                               |
| 北海道         | 北海道文化放送（UHB） | フジテレビ系列                               | 同時ネット |                                                                               |
| 青森県         | 青森放送（RAB）       | 日本テレビ系列 テレビ朝日系列                | 遅れネット | 本番組放送終了後の1991年10月以降は日本テレビ系列フルネット局                  |
| 岩手県         | 岩手放送（IBC）       | TBS系列                                      | 遅れネット | 現：IBC岩手放送                                                               |
| 宮城県         | 仙台放送（OX）        | フジテレビ系列                               | 同時ネット |                                                                               |
| 秋田県         | 秋田テレビ（AKT）     | フジテレビ系列                               | 同時ネット |                                                                               |
| 山形県         | 山形テレビ（YTS）     | フジテレビ系列                               | 同時ネット | 本番組放送終了後の1993年4月以降はテレビ朝日系列局                             |
| 福島県         | 福島テレビ（FTV）     | フジテレビ系列                               | 同時ネット |                                                                               |
| 山梨県         | 山梨放送（YBS）       | 日本テレビ系列                               | 遅れネット |                                                                               |
| 新潟県         | 新潟総合テレビ（NST） | フジテレビ系列                               | 同時ネット | 現：NST新潟総合テレビ                                                         |
| 長野県         | 長野放送（NBS）       | フジテレビ系列                               | 同時ネット |                                                                               |
| 静岡県         | テレビ静岡（SUT）     | フジテレビ系列                               | 同時ネット |                                                                               |
| 富山県         | 富山テレビ（T34）     | フジテレビ系列                               | 同時ネット |                                                                               |
| 石川県         | 石川テレビ（ITC）     | フジテレビ系列                               | 同時ネット |                                                                               |
| 福井県         | 福井テレビ（FTB）     | フジテレビ系列                               | 同時ネット |                                                                               |
| 中京広域圏     | 東海テレビ（THK）     | フジテレビ系列                               | 同時ネット |                                                                               |
| 近畿広域圏     | 関西テレビ（KTV）     | フジテレビ系列                               | 同時ネット |                                                                               |
| 島根県・鳥取県 | 山陰中央テレビ（TSK） | フジテレビ系列                               | 同時ネット |                                                                               |
| 岡山県・香川県 | 岡山放送（OHK）       | フジテレビ系列                               | 同時ネット |                                                                               |
| 広島県         | テレビ新広島（TSS）   | フジテレビ系列                               | 同時ネット |                                                                               |
| 山口県         | 山口放送（KRY）       | 日本テレビ系列 テレビ朝日系列                | 遅れネット | 本番組放送終了後の1993年10月以降は日本テレビ系列フルネット局                  |
| 徳島県         | 四国放送（JRT）       | 日本テレビ系列                               | 遅れネット |                                                                               |
| 愛媛県         | 愛媛放送（EBC）       | フジテレビ系列                               | 同時ネット | 現：テレビ愛媛                                                                |
| 高知県         | 高知放送（RKC）       | 日本テレビ系列                               | 遅れネット |                                                                               |
| 福岡県         | テレビ西日本（TNC）   | フジテレビ系列                               | 同時ネット |                                                                               |
| 佐賀県         | サガテレビ（STS）     | フジテレビ系列                               | 同時ネット |                                                                               |
| 長崎県         | テレビ長崎（KTN）     | フジテレビ系列                               | 同時ネット | 1990年9月まで日本テレビ系列とのクロスネット局                                 |
| 熊本県         | テレビ熊本（TKU）     | フジテレビ系列                               | 同時ネット | 1989年9月までテレビ朝日系列とのクロスネット局                                 |
| 大分県         | 大分放送（OBS）       | TBS系列                                      | 遅れネット |                                                                               |
| 宮崎県         | テレビ宮崎（UMK）     | フジテレビ系列 日本テレビ系列 テレビ朝日系列 | 同時ネット | 日本テレビ系列に関しては、NNS非加盟                                           |
| 鹿児島県       | 南日本放送（MBC）     | TBS系列                                      | 遅れネット | 1987年10月2日まで                                                             |
| 鹿児島県       | 鹿児島テレビ（KTS）   | フジテレビ系列 日本テレビ系列                | 同時ネット | 1987年10月5日から 本番組放送終了後の1994年4月以降はフジテレビ系列フルネット局 |
| 沖縄県         | 沖縄テレビ（OTV）     | フジテレビ系列                               | 同時ネット |                                                                               |

### ネット局に関する備考
- 本番組は前述のとおり『笑っていいとも!』の直後に続けてスタジオアルタを使用していたが、本番組と『笑っていいとも!』の放送順や放送局などが異なる地域もあった（系列や『笑っていいとも!』の放送時間は当時のもの）。オープニングのトークでは『笑っていいとも!』の内容に触れる事があったが、当該地域ではこうした事情から繋がりが分からないトークになっていた。

| 放送対象地域 | 放送局            | 本番組の放送時間 | いいとも!の放送局           | 系列                          | いいとも!の放送時間     | 備考                                                         |
| ------------ | ----------------- | ---------------- | --------------------------- | ----------------------------- | ----------------------- | ------------------------------------------------------------ |
| 長崎県       | テレビ長崎（KTN） | 同時ネット       | 同左                        | 同左                          | 17:00から放送           | 1990年9月28日まで 『いいとも!』は1990年10月1日から同時ネット |
| 青森県       | 青森放送（RAB）   | 13:30 - 14:00    | 青森テレビ（ATV）           | TBS系列                       | 17:00から放送           |                                                              |
| 山口県       | 山口放送（KRY）   | 13:30 - 14:00    | テレビ山口（TYS）           | TBS系列                       | 17:00から放送           | tysは1987年9月までフジテレビ系列とのクロスネット局           |
| 高知県       | 高知放送（RKC）   | 13:30 - 14:00    | 放送なし→同左               | 放送なし→同左                 | 17:00から放送           | 『いいとも!』は1987年春改編からネット                        |
| 山梨県       | 山梨放送（YBS）   | 13:30 - 14:00    | 放送なし→同左               | 放送なし→同左                 | 夕方から放送            | 『いいとも!』は1985年秋改編からネット                        |
| 徳島県       | 四国放送（JRT）   | 13:30 - 14:00    | 放送なし→同左→放送なし      | 放送なし→同左→放送なし        | 夕方から放送            | 『いいとも!』は1986年春改編から1987年春改編までネット        |
| 岩手県       | 岩手放送（IBC）   | 14:00 - 14:30    | テレビ岩手（TVI） →放送なし | 日本テレビ系列 →放送なし      | 16:00から放送 →放送なし | TVIにおける『いいとも!』の放送は1990年3月28日まで            |
| 大分県       | 大分放送（OBS）   | 14:00 - 14:30    | 同左                        | 同左                          | 夕方から放送            |                                                              |
| 鹿児島県     | 南日本放送（MBC） | 14:30 - 15:00    | 鹿児島テレビ（KTS）         | 日本テレビ系列 フジテレビ系列 | 同時ネット              | 1987年10月2日まで 本番組は1987年10月5日にKTSへ放映権移行     |

- 時差ネットにおける放送時間は、日本テレビ系列局では1987年9月までは13:30 - 14:00の番組を差し替えて放送、同年10月以降は『午後は○○おもいッきりテレビ』を13:20で飛び降り（1990年9月までのテレビ長崎は13:00飛び降りの上同時ネットで放送）、TBS系列局では14:00 - 15:00のローカル枠でそれぞれ放送していた。
- 本番組は系列のない地域にもスポンサードネット扱いで供給されていたのに対し、『笑っていいとも!』は系列外では番販扱いでの供給であった。
- 大分県では、本来の系列局であるテレビ大分（TOS、当時は日本テレビ系列・フジテレビ系列・テレビ朝日系列とのトリプルネット局）ではなく、大分放送（OBS）で放送されていた。これは、テレビ大分の当時の当該枠が日本テレビ系番組（『おしゃれ』→『三枝成章の気まぐれ』、『朝の連続ドラマ』の遅れネットなどを放送）ネットであったため。また、直前番組である『笑っていいとも!』についても、テレビ大分の当時の当該枠がテレビ朝日系正午枠同時ネットのため、同じく大分放送で放送されていた[注 12]。
- 鹿児島テレビ（KTS）は1987年10月2日まで、平日13時台は日本テレビ系番組（『ごちそうさま』 + 『おしゃれ』 → 『三枝成章の気まぐれ』 + 『三枝の爆笑夫婦』 → 『今日もワクワク』 → 『SAKAIです〜デザートーク〜』）を同時ネット。『おもいッきりテレビ』開始による『ごちそうさま』内包に伴い、当番組が局移動の上、それまでドラマ再放送枠での不定期放送番組『東海テレビ制作昼の帯ドラマ』ともども、1987年10月5日より同時ネットへ移行。同改編からフジ系平日12・13時台が連続同時ネット化された。これに伴い、それまでのネット局南日本放送（MBC）は当番組移動後、系列外の帯番組枠を完全に撤廃した。
- 青森放送・岩手放送・山梨放送・山口放送・四国放送・高知放送・大分放送・南日本放送では『ライオン劇場』を遅れネットで放送していたため、フジテレビ系とは1ヶ月から半年遅れで放送開始となった。